# Una piccola moglie
Una piccola moglie è un film del 1943 diretto da Giorgio Bianchi.

## Trama
Il felice matrimonio di un avvocato, viene improvvisamente messo in crisi dalla giovane segretaria del legale che puntava a diventare sua moglie. La ragazza lascia lo studio portando con sé documenti importanti e mettendo il professionista in difficoltà sia al lavoro che con la moglie. 
Ma il pentimento della ragazza, con la restituzione dei documenti riporta la serenità tra i coniugi.

## Produzione
Tratto dal romanzo omonimo ungherese di Zoltan Szatnyai, prodotto e distribuito dalla S.AN.GRA.F. (Società Anonima Grandi Film) di Gaetano Rizzardi, il film fu girato negli stabilimenti di Cinecittà.

## Promozione

### Manifesti e locandine
La realizzazione dei manifesti fu affidata al pittore cartellonista Sergio Gargiulo.

## Distribuzione
Il film venne distribuito nel circuito cinematografico italiano il 22 dicembre del 1943.

## Accoglienza

### Critica
Raul Radice, nelle pagine del Corriere della Sera, del 16 gennaio 1944 « Il film ha i pregi di un buon racconto cinematografico. Semplice, umano e conseguente. Anche la lunga parentesi giudiziaria è raccontata con un tal quale castigatezza e si sa che i processi sono tra i pezzi forti e quindi tra i luoghi comuni della cinematografia contemporanea. In film di questo genere al quale Bianchi, ha dedicato tante cure, la recitazione, ha grande importanza ed essa è soddisfacente »